# Assassination Classroom (film)
Pour le manga, voir Assassination Classroom.
 (mai 2021).
Série
Assassination Classroom: Graduation
(2016)
Pour plus de détails, voir Fiche technique et Distribution.
Assassination Classroom (暗殺教室, Ansatsu kyōshitsu) est un film japonais, sorti en 2015. C'est l'adaptation du manga Assassination Classroom.

## Synopsis
Le 13 mars 2015, la Lune est détruite a 70 %. Une créature étrange menace de faire subir la Terre le même sort en mars 2016. Quasi invulnérable, il se déplace à Mach 20 et possède des tentacules. Avant de mettre sa menace à exécution, il fait une offre au gouvernement japonais. Il devient professeur de la classe 3-E, la classe des cancres du collège Kunugigaoka, à laquelle il doit enseigner à devenir des assassins. Le gouvernement japonais offre une récompense de dix milliards de yens à celui qui tuerait cette créature, et fait venir des tueurs professionnels dans la classe.

## Fiche technique
- Titre original :  暗殺教室 (Ansatsu kyōshitsu?)
- Titre français : Assassination Classroom
- Réalisation : Eiichirō Hasumi
- Scénario : Tatsuya Kanazawa d'après Yūsei Matsui
- Pays d'origine : Japon
- Format : Couleurs - 35 mm - 2,35:1 - Dolby Digital
- Genre : Comédie, action et science-fiction
- Durée : 110 min
- Date de sortie : 2015

## Distribution
- Ryosuke Yamada : Nagisa Shiota
- Masaki Suda : Karma Akabane
- Maika Yamamoto : Kaede Kayano
- Kazunari Ninomiya : Koro-sensei
- Okuma Anmi : Kirara Hazama
- Wakana Aoi : Ayaka Saitou
- Shōta Arai : Masayoshi Kimura
- Tanaka Nichinan Ayano : Hayami Rinka
- Ozawa Guami : Sosuke Sugaya
- Miyahara Hana-on : Kataoka Megu
- Kanna Hashimoto : Ritsu
- Riku Ichikawa : Tomohito Sugino
- Jiyoung Kang : Irina Jelavic
- Yūhi Kato : Yuuma Isogai
- Seishirō Katō : Itona
- Ryūnosuke Okada : Maehara Hiroto
- Takumi Ooka : Ryunosuke Chiba
- Kouki Osamura : Taiga Okajima
- Arisa Satō : Toka Yada

## Suite
La suite de Assassination Classroom, intitulée Assassination Classroom: Graduation, est sortie au cinéma en 2016.